# Beania plurispinosa
Beania plurispinosa is een mosdiertjessoort uit de familie van de Beaniidae. De wetenschappelijke naam van de soort is voor het eerst geldig gepubliceerd in 1972 door Uttley & Bullivant.